# Konkordiaplatz

De Konkordiaplatz is een firnbekken of een licht hellend tot vlak gebied van sneeuw en ijs dat net ten zuiden van de Jungfrau in de Berner Alpen in het Zwitserse kanton Wallis ligt. Het is het verzamelpunt van drie grote firnstromen of gletsjers die naar beneden komen, de Großer Aletschfirn, de Jungfraufirn, de Ewigschneefäld en een kleine vierde firnstroom, de Grüneggfirn. 
- Vanuit het westen stroomt de Großer Aletschfirn, die langs de noordelijke voet van de Aletschhorn en de Dreieckhorn stroomt. De Großer Aletschfirn wordt vanuit het noorden gevoed door drie andere belangrijke firns, namelijk de Ebnefluhfirn, de Gletscherhornfirn en de Kranzbergfirn. Al deze firnes beginnen op ongeveer 3800 m boven de zeespiegel. Inclusief de Ebnefluhfirn heeft de Großer Aletschfirn een lengte van 9 km tot aan de Konkordiaplatz en is gemiddeld bijna 1,5 km breed. In het westen is de Grosse Aletschfirn verbonden met de Langgletsjer via de 3173 m hoge gletsjerpas van de Lötschenlücke, die uitmondt in het Lötschental.
- Vanuit het noordwesten stroomt de Jungfraufirn, die de rechte voortzetting is van de Aletschgletsjer, maar de kortste van de drie voedende zijgletsjers is. Het vindt zijn oorsprong op de zuidflank van de Mönch, op de Jungfraujoch en op de oostflank van de Jungfrau. De Jungfraufirn beslaat een afstand van bijna 7 km tot Konkordiaplatz en wordt in het westen geflankeerd door de Kranzberg en in het oosten door de Trugberg. Het is 2 km breed in het bovenste deel en een goede 1 km breed verder naar beneden.
- Vanuit het noorden stroomt het Ewigschneefeld, dat zijn startpunt op de oostelijke flank van de Mönch kent en in een boog, geflankeerd door de Trugberg in het westen en de Gross Fiescherhorn en de Grünhorn in het oosten. Deze firnstroom is ongeveer 8 km lang en gemiddeld 1,2 km breed. De samenvloeiing bij de Konkordiaplatz is via een steile helling met een helling van 25 tot 30%; De gletsjer is hier erg gespleten. In het noorden is het Ewigschneefeld via de firn-bedekte pas van de Untere Mönchsjoch (3519 m boven zeeniveau) verbonden met het stroomgebied van de Lage Grindelwaldgletsjer. Via de Obere Mönchsjoch (3624 m boven zeeniveau) tussen de Mönch en de Trugberg is er een verbinding met de Jungfraufirn.
- Tot slot mondt de veel kleinere Grüneggfirn (gemiddeld 3 km lang en 600 m breed) vanuit het oosten uit in de Konkordiaplatz. Deze is verbonden met de Fieschergletsjer in het oosten via de gletsjerpas van de Grünhornlücke (3280 m boven zeeniveau).

De Aletschgletsjer ontspringt op de Konkordiaplatz. Het Konkordiaplatz-handvest werd ondertekend door de gemeenten die deel uitmaken van het beschermde gebied Jungfrau-Aletsch dat op de werelderfgoedlijst van UNESCO staat, en levert de belofte de esthetische schoonheid van de regio te behouden.
Konkordiaplatz ligt op een hoogte tussen 2.700 en 2.800 meter en heeft een oppervlakte van ongeveer 2 km². De sneeuw- en ijshoogte is meer dan 900 meter. Het wordt omringd door de Dreieckhorn (zuiden), de Fiescher Gabelhorn (oosten), de Grünhorn (noordoosten) en de Kranzberg (ondertop van de Jungfrau) en Trugberg (noorden).
Het gebied is onbewoond, maar de Konkordiahütte ligt boven de gletsjer, op de westelijke helling van het massief van de Walliser Fiescherhörner met de Gross Wannenhorn.

## Naamgeving
Concordia is het Latijnse woord voor harmonie, letterlijk "met (één) hart". Het was de naam van de Romeinse godin van overeenstemming, begrip en echtelijke harmonie. De Britse bergbeklimmer John Frederick Hardy gaf in augustus 1857 de naam "The Place de la Concorde of Nature" aan deze vlakte op de samenvloeiing van de verschillende gletsjers bij een passage op weg naar de beklimming van de Finsteraarhorn.
De naam Concordia werd vervolgens gegeven aan andere plaatsen waar twee of meer gletsjers samenkomen, of grote gletsjergebieden, zoals Concordia in de Karakoram en de onderzoeksbasis Concordia Station op Antarctica.

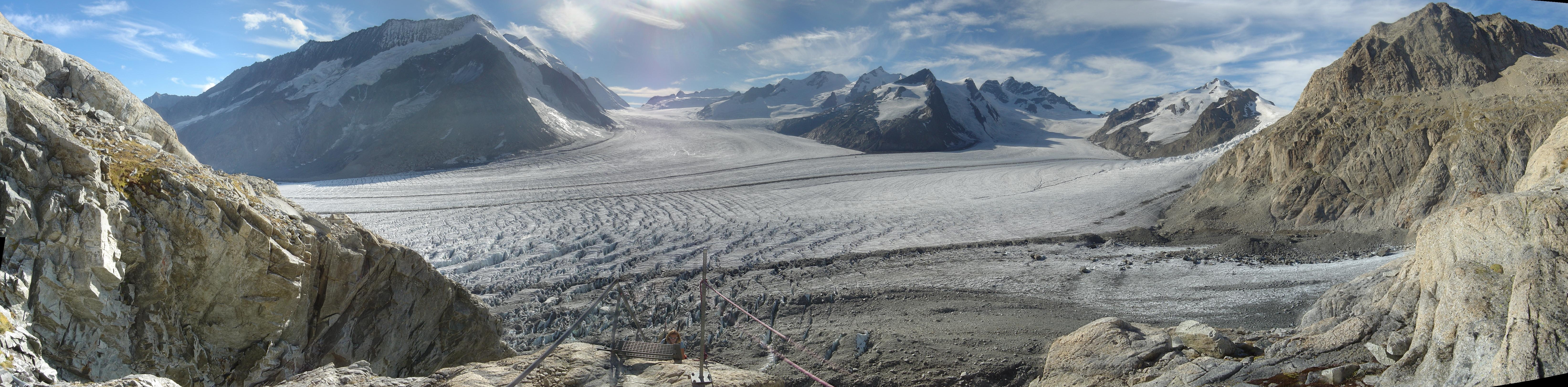
Beeld van aan de Konkordiahütte